# Saint-Marcel-l'Éclairé
Pour les articles homonymes, voir Saint-Marcel.
Saint-Marcel-l'Éclairé est une commune française, située dans le département du Rhône en région Auvergne-Rhône-Alpes.

## Géographie

### Climat
Pour des articles plus généraux, voir Climat d'Auvergne-Rhône-Alpes et Climat du Rhône.
En 2010, le climat de la commune est de type climat des marges montargnardes, selon une étude du Centre national de la recherche scientifique s'appuyant sur une série de données couvrant la période 1971-2000. En 2020, Météo-France publie une typologie des climats de la France métropolitaine dans laquelle la commune est exposée à un climat de montagne ou de marges de montagne et est dans la région climatique  Nord-est du Massif Central, caractérisée par une pluviométrie annuelle de 800 à 1 200 mm, bien répartie dans l’année. 
Pour la période 1971-2000, la température annuelle moyenne est de 10,5 °C, avec une amplitude thermique annuelle de 17 °C. Le cumul annuel moyen de précipitations est de 894 mm, avec 10,7 jours de précipitations en janvier et 7,4 jours en juillet. Pour la période 1991-2020, la température moyenne annuelle observée sur la station météorologique de Météo-France la plus proche, « Les Sauvages », sur la commune des Sauvages à 7 km à vol d'oiseau, est de 9,7 °C et le cumul annuel moyen de précipitations est de 941,6 mm,. Pour l'avenir, les paramètres climatiques de la commune estimés pour 2050 selon différents scénarios d'émission de gaz à effet de serre sont consultables sur un site dédié publié par Météo-France en novembre 2022.

## Urbanisme

### Typologie
Au 1er janvier 2024, Saint-Marcel-l'Éclairé est catégorisée commune rurale à habitat dispersé, selon la nouvelle grille communale de densité à sept niveaux définie par l'Insee en 2022.
Elle est située hors unité urbaine. Par ailleurs la commune fait partie de l'aire d'attraction de Tarare, dont elle est une commune de la couronne,. Cette aire, qui regroupe 6 communes, est catégorisée dans les aires de moins de 50 000 habitants,.

### Occupation des sols
L'occupation des sols de la commune, telle qu'elle ressort de la base de données européenne d’occupation biophysique des sols Corine Land Cover (CLC), est marquée par l'importance des forêts et milieux semi-naturels (51 % en 2018), en diminution par rapport à 1990 (53,9 %). La répartition détaillée en 2018 est la suivante : 
forêts (51 %), prairies (42,3 %), zones industrielles ou commerciales et réseaux de communication (4,3 %), zones urbanisées (2,4 %). L'évolution de l’occupation des sols de la commune et de ses infrastructures peut être observée sur les différentes représentations cartographiques du territoire : la carte de Cassini (XVIIIe siècle), la carte d'état-major (1820-1866) et les cartes ou photos aériennes de l'IGN pour la période actuelle (1950 à aujourd'hui).

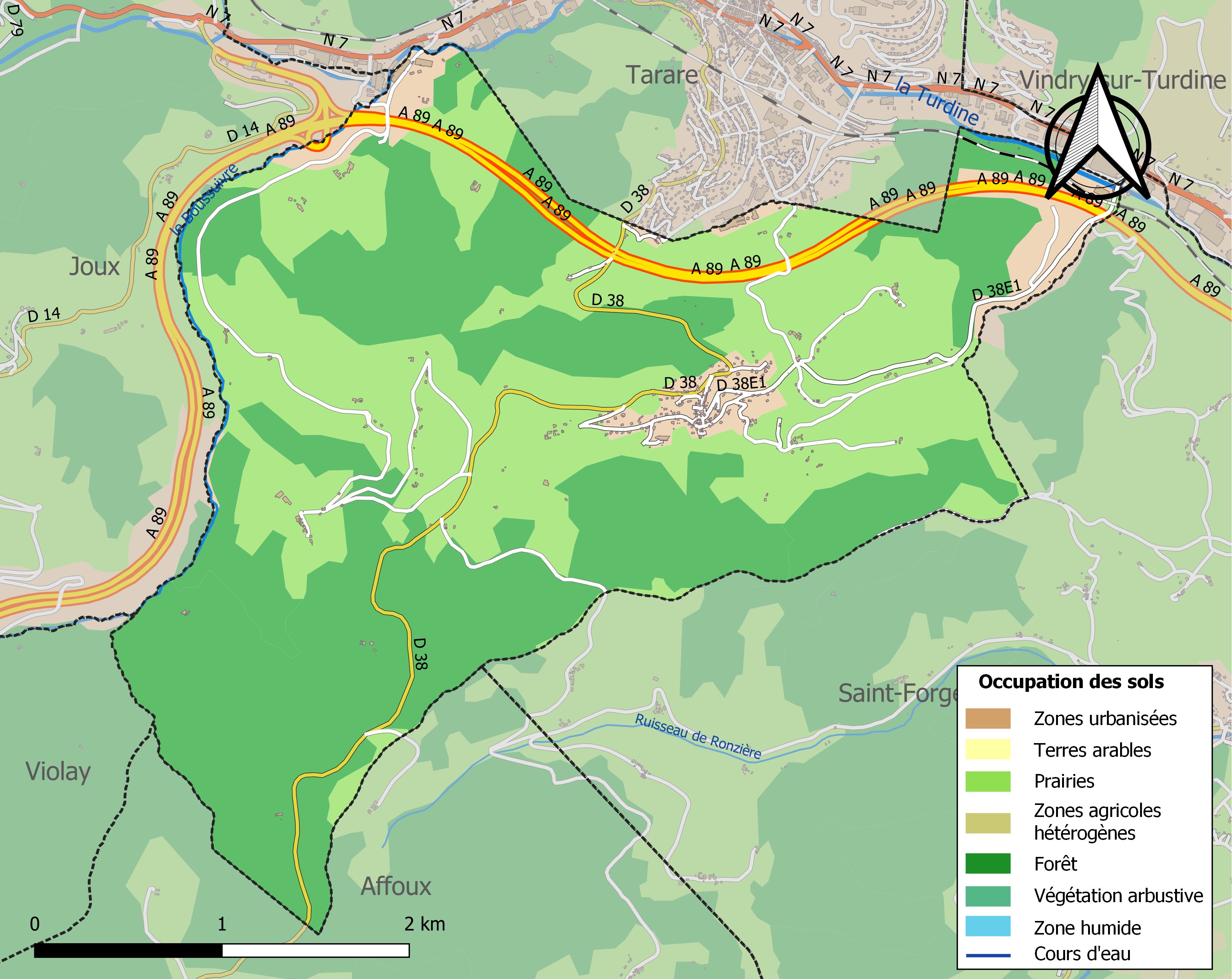
Carte des infrastructures et de l'occupation des sols de la commune en 2018 (CLC).

## Histoire
Aucune trace d'occupation n'est attestée pendant la période romaine, tant au niveau archéologique que bibliographique.
Depuis 2013, le nord de la commune, à la limite avec la commune de Tarrare, est traversée par l'autoroute A89 avec les tunnels de La Bussière et de Chalosset et le viaduc de la Goutte Vignole.

## Politique et administration

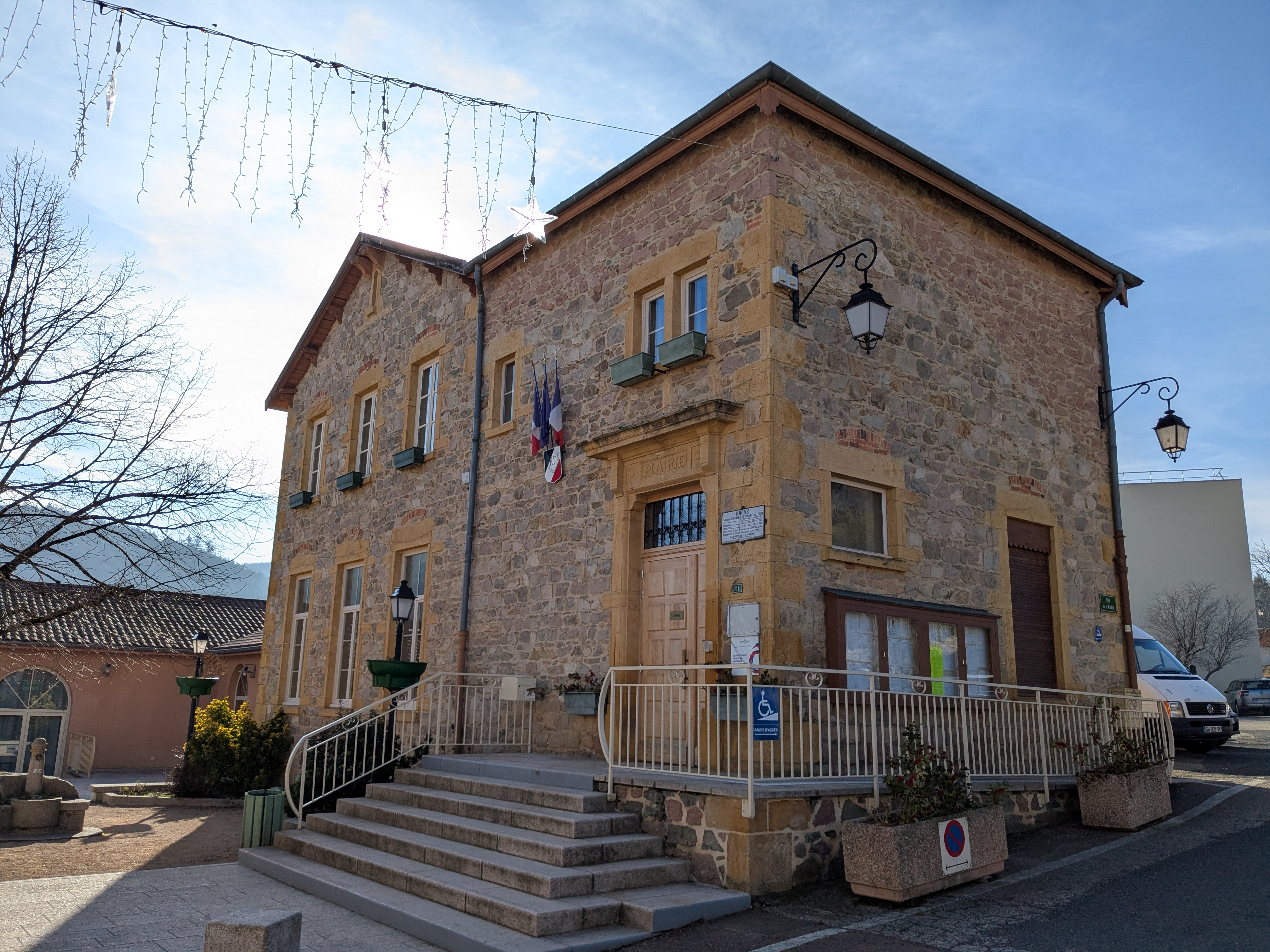
Mairie de Saint-Marcel-l'Éclairé.

| Période                                  | Période  | Identité         | Étiquette | Qualité     |
| ---------------------------------------- | -------- | ---------------- | --------- | ----------- |
| 1919                                     | 1929     | Joanny Giroud    | FR        | Agriculteur |
| 1929                                     | 1940     | Jules Maire      | PDP       | Journaliste |
| 1940                                     | 1942     | Pierre Garel     | Droite    | -           |
| 1942                                     | 1944     | Jacques Perret   | Droite    | -           |
| 1944                                     | ?        | Marius Teraillon | MLN       | Cultivateur |
| -                                        | -        | -                | -         | -           |
| 2001                                     | 2008     | Jean Delorme     | DVD       |             |
| 2008                                     | en cours | Hervé Digas      |           |             |
| Les données manquantes sont à compléter. |          |                  |           |             |

## Démographie
L'évolution du nombre d'habitants est connue à travers les recensements de la population effectués dans la commune depuis 1793. Pour les communes de moins de 10 000 habitants, une enquête de recensement portant sur toute la population est réalisée tous les cinq ans, les populations de référence des années intermédiaires étant quant à elles estimées par interpolation ou extrapolation. Pour la commune, le premier recensement exhaustif entrant dans le cadre du nouveau dispositif a été réalisé en 2008.

En 2022, la commune comptait 568 habitants, en évolution de +11,59 % par rapport à 2016 (Rhône : +3,93 %, France hors Mayotte : +2,11 %).
| 1793 | 1800 | 1806 | 1821 | 1831 | 1836 | 1841 | 1846 | 1851 |
| ---- | ---- | ---- | ---- | ---- | ---- | ---- | ---- | ---- |
| 530  | 521  | 574  | 727  | 625  | 649  | 670  | 765  | 622  |

| 1856 | 1861 | 1866 | 1872 | 1876 | 1881 | 1886 | 1891 | 1896 |
| ---- | ---- | ---- | ---- | ---- | ---- | ---- | ---- | ---- |
| 711  | 715  | 753  | 746  | 742  | 714  | 648  | 642  | 619  |

| 1901 | 1906 | 1911 | 1921 | 1926 | 1931 | 1936 | 1946 | 1954 |
| ---- | ---- | ---- | ---- | ---- | ---- | ---- | ---- | ---- |
| 546  | 549  | 507  | 440  | 414  | 369  | 324  | 307  | 261  |

| 1962 | 1968 | 1975 | 1982 | 1990 | 1999 | 2006 | 2008 | 2013 |
| ---- | ---- | ---- | ---- | ---- | ---- | ---- | ---- | ---- |
| 224  | 253  | 278  | 387  | 471  | 508  | 527  | 537  | 514  |

| 2018 | 2022 | - | - | - | - | - | - | - |
| ---- | ---- | - | - | - | - | - | - | - |
| 538  | 568  | - | - | - | - | - | - | - |

## Culture locale et patrimoine

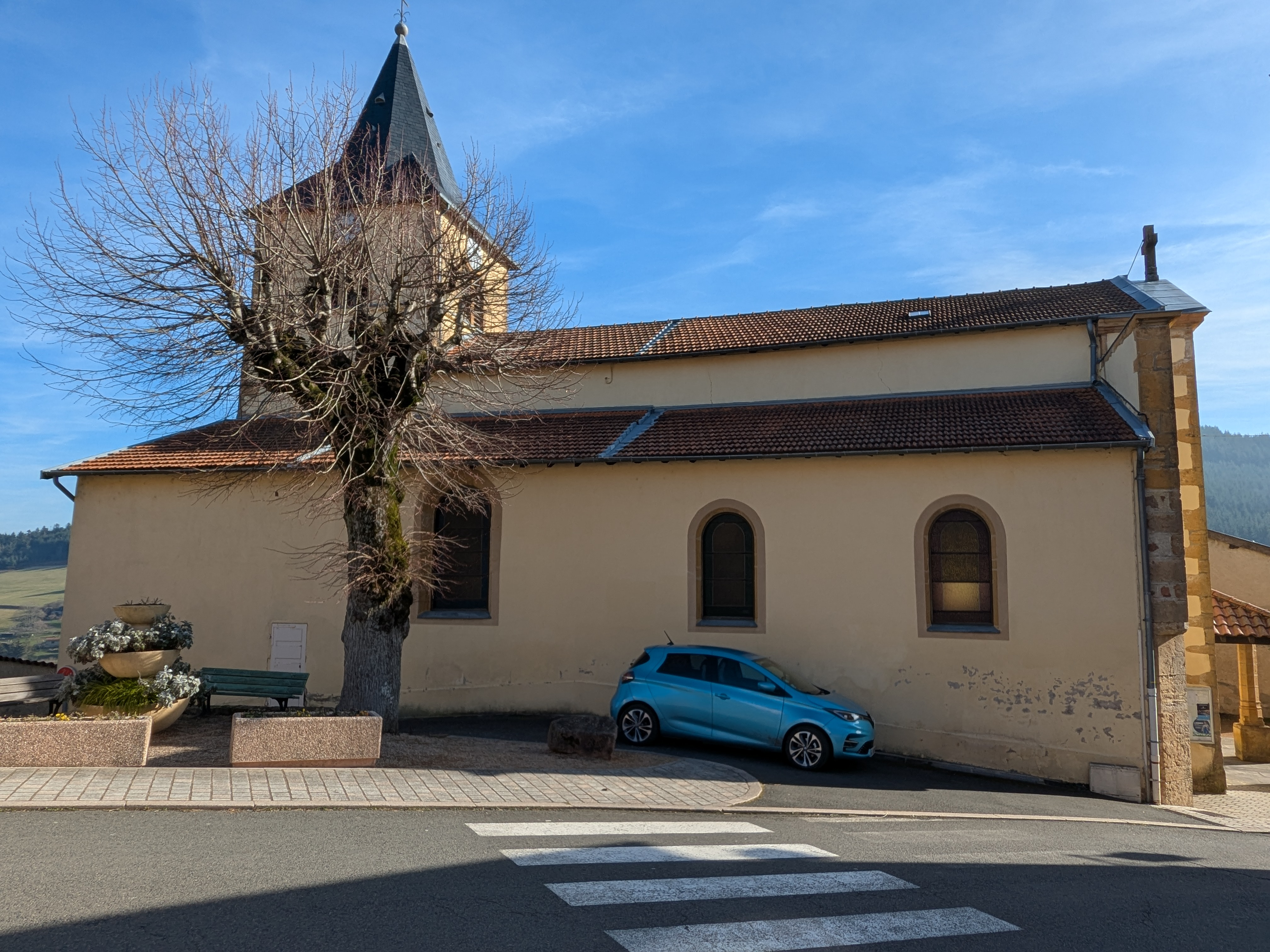
Église Saint-Marcel

### Espaces verts et fleurissement
En 2014, la commune de Saint-Marcel-l'Éclairé bénéficie du label « ville fleurie » avec « 1 fleur » attribuée par le Conseil national des villes et villages fleuris de France au concours des villes et villages fleuris.

## Héraldique
| Blason de Saint-Marcel-l'Éclairé | Blason  | Tiercé en pairle : au 1er d'argent aux inscriptions de sable « SAINT MARCEL » et « L'ÉCLAIRÉ » sur deux lignes, au 2d de gueules à saint Marcel évêque, auréolé, crossé et bénissant d'argent, au 3e d'azur au soleil non figuré d'or. |
| Blason de Saint-Marcel-l'Éclairé | Détails | Armoiries adoptées par la municipalité le 27 mai 2014. |